# La Constancia
La Constancia é uma localidade do Partido de Ayacucho na Província de Buenos Aires, na Argentina. Sua população estimada em 2001 era de 55 habitantes.